# Regel 30

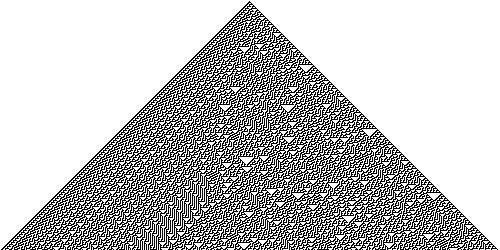
Regel 30 vanuit 1 cel.

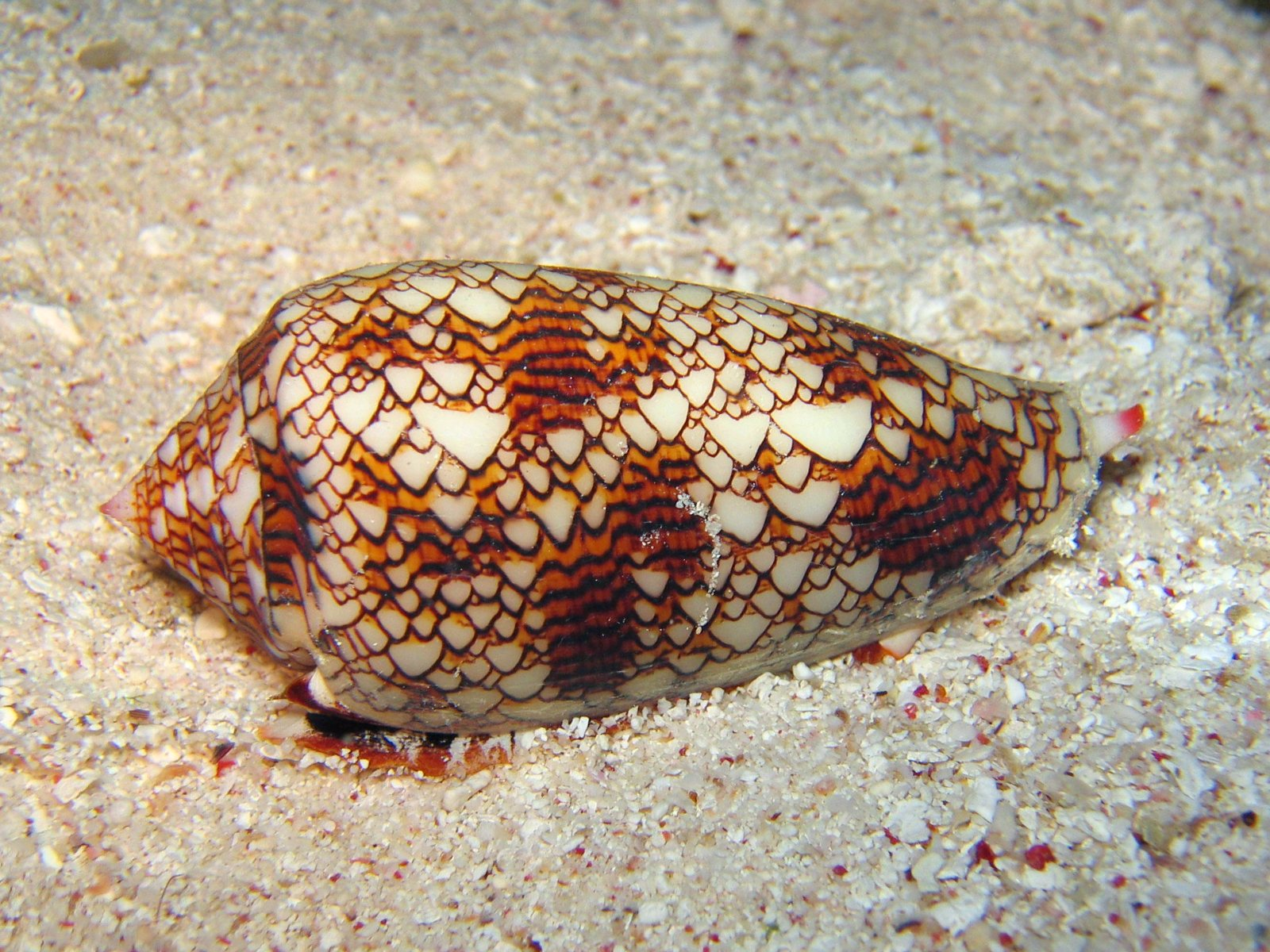
Een vergelijkbaar patroon in de natuur op een Conus textile.

Regel 30 (Engels: Rule 30) is een van de 256 mogelijke elementaire cellulaire automaten. Deze werd voor het eerst besproken door Stephen Wolfram in 1983 en nader uitgewerkt in zijn boek A New Kind of Science uit 2002. Wolfram noemde deze elementaire cellulaire automaat zijn all-time favorite.
Omdat deze klasse van automaten 3 inputs heeft, kunnen alle mogelijke permutaties worden uitgedrukt als een drie-bits binair getal (0-7). Er zijn dus 23=8 mogelijke combinaties, die elk ofwel een 0 ofwel een 1 opleveren.
De regelset voor een eendimensionale binaire cellulaire automaat kan dan ook worden geschreven als een binair getal van acht bits. Voor deze specifieke cellulaire automaat is dat getal 00011110, wat in decimale notatie 30 oplevert. Vandaar de naam.
| huidig patroon                    | 111 | 110 | 101 | 100 | 011 | 010 | 001 | 000 |
| bitpositie                        | 7   | 6   | 5   | 4   | 3   | 2   | 1   | 0   |
| nieuw toestand voor middelste cel | 0   | 0   | 0   | 1   | 1   | 1   | 1   | 0   |

Regel 30 genereert complexe en schijnbaar willekeurige patronen op basis van deze regels. Door de willekeurigheid is regel 30 ook gebruikt als generator van willekeurige getallen in het wiskundige computerprogramma Mathematica. Op de afbeelding hiernaast is te zien dat regel 30 regelmatige structuren creëert (het patroon aan de linkerkant) maar ook driehoeken op schijnbaar willekeurige plaatsen.